# Janiewicze (przystanek kolejowy)
Janiewicze (ukr. Яневичі, ros. Яневичи) – przystanek kolejowy w miejscowości Iwaniwka (hist. Janiewicze), w rejonie włodzimierskim, w obwodzie wołyńskim, na Ukrainie. Leży na linii Lwów – Sapieżanka – Kowel. 
Przystanek istniał przed II wojną światową. Mimo zmiany nazwy wsi po II wojnie światowej, sama nazwa przystanku nie uległa zmianie.